# Christoph Baldauf
Christoph Baldauf (* um 1519 in Zwickau; † Anfang Mai 1580 in Naumburg) war ein deutscher Pädagoge.

## Leben
Über Christoph Baldaufs Herkunft ist nichts bekannt. Er besuchte die Schule seiner Heimatstadt und war Schüler des berühmten Petrus Plateanus. Er immatrikulierte sich im Wintersemester 1536 unter dem Rektorat Justus Jonas des Älteren, an der Universität Wittenberg, am 18. September 1539 erwarb er sich den akademischen Grad eines Magisters und wurde 1539 Lehrer am Gymnasium in Zwickau. 1543 ging er als Rektor an das Gymnasium in Schneeberg. Er soll dort die so genannte Promotion eingeführt haben, die darin bestand, dass die Schüler, die sich bei den halbjährlichen öffentlichen Prüfungen auszeichneten, belobt wurden.
1554 erhielt er die Berufung als Rektor nach Schulpforte. Doch Baldaufs erste Amtszeit in
Pforte währte nicht lange. Weil er sich, wie er dem Kurfürsten August mitgeteilt hatte, wieder verheiraten wollte und dieser das bestehende Heiratsverbot der
Lehrer für ihn nicht aufzuheben bereit war, verließ er die Schule im Spätsommer 1557. Den von den kurfürstlichen Räten angebotenen Kompromiss, seine Familie außerhalb der Schule unterzubringen, wollte Baldauf offensichtlich nicht annehmen und folgte dem Ruf als Rektor zurück nach Zwickau. Dort heiratete er am 3. November Anna Franck.
Nach seinem Weggang wurden Philipp Melanchthon und Joachim Camerarius der Ältere beauftragt, einen neuen Rektor für die Schule zu suchen. Sie setzten sich in einem gemeinsamen Schreiben an den Kurfürsten dafür ein, dass niemandem eine christliche Verehelichung verwehrt werden dürfe. Außerdem konnten sie keinen geeigneten Nachfolger für das Rektorenamt in Pforte finden. Daraufhin wurde Baldauf im Juni 1558 wieder zurückgeholt und durch eine Verfügung vom 5. Juni 1558 allen künftigen Rektoren das Heiraten gestattet.
Christoph Baldauf blieb dann noch knapp 21 Jahre Rektor. Durch seine lange Amtszeit brachte er der Schule Kontinuität und soll es auch verstanden haben, aller Schwierigkeiten mit der Disziplin der Schüler Herr zu werden. In der Schule gingen noch lange nach seiner Zeit Anekdoten um, mit welchen Mitteln er die Schüler gebändigt hatte. So soll er, nachdem die Schüler nach einer großen Schlägerei behauptet hatten, die Schlacht von Sievershausen dargestellt zu haben, scheinbar darauf eingegangen sein und alle Teilnehmer persönlich geschlagen haben.
1579 ging er in den Ruhestand und erhielt auf Bewilligung des Kurfürsten eine jährliche Rente von 100 Gulden. Vermutlich Anfang Mai 1580 starb er plötzlich in Naumburg, während seine Frau gerade zur Taufe eines Kindes ihrer Tochter in Jena war. Sie spürte wohl trotz der Fröhlichkeit, dass etwas passiert war. Als sie die Nachricht erhielt, starb sie ebenfalls. So wurde am 14. Mai 1580 Rektor Baldauf gemeinsam mit seiner Frau in Naumburg beerdigt.